# Γ-癸内酯
γ-癸內酯是一種内酯和芳香味化合物，化学式為C10H18O2。它有強烈的桃子香味。它自然存在於許多水果和發酵產品。它在桃子、杏子和草莓味道的製造中特別重要。它用作饮料 、个人护理用品、药品和生活用品的調味劑，也是一個食品添加剂 。